# Mesocrambus candiellus
Mesocrambus candiellus är en fjärilsart som beskrevs av Herrich-Schäffer 1848. Mesocrambus candiellus ingår i släktet Mesocrambus och familjen Crambidae. Inga underarter finns listade i Catalogue of Life.